# Kopaniewka (obwód kurski)
Kopaniewka (ros. Копаневка) – wieś (ros. деревня, trb. dieriewnia) w zachodniej Rosji, w sielsowiecie mileninskim rejonu fatieżskiego w obwodzie kurskim.

## Geografia
Miejscowość położona jest nad Usożą (lewy dopływ Swapy w dorzeczu Sejmu), 0,5 km od centrum administracyjnego sielsowietu (Milenino), 2 km na południowy wschód od centrum administracyjnego rejonu (Fatież), 42 km na północny zachód od Kurska, 2,5 km od drogi magistralnej (federalnego znaczenia) M2 «Krym» (część trasy europejskiej E105).
We wsi znajduje się 46 posesji.
Klimat
Miejscowość, jak i cały rejon, znajduje się w strefie klimatu kontynentalnego z łagodnym ciepłym latem i równomiernie rozłożonymi opadami rocznymi (Dfb w klasyfikacji klimatów Köppena).

## Demografia
W 2010 r. wieś zamieszkiwało 136 osób.